# I'll Be OK
I'll Be OK è un singolo del gruppo musicale britannico McFly, pubblicato nel 2005 ed estratto dal loro secondo album in studio Wonderland.

## Tracce
- CD 1 (UK)

1. I'll Be OK - 3:22
2. No Worries - 2:56

- CD 2 (UK)

1. I'll Be OK - 3:22
2. Nothing - 3:05
3. Pinball Wizard - 3:27
4. I'll Be OK (video) - 3:30
5. Home Footage - Danny's Disco - 2:00

## Classifiche
| Classifica (2005) | Posizione raggiunta |
| ----------------- | ------------------- |
| Regno Unito       | 1                   |